# Shadow Weaver
Shadow Weaver je izmišljeni lik iz Mattelove franšize Gospodari svemira. Moćna je čarobnica i pripadnica Zle Horde te ujedno desna ruka nemilosrdnog vođe Hordaka. Za razliku od većine likova iz franšize, koje je stvorila kompanija "Mattel", Shadow Weaver je stvorila producentska kuća Filmation za potrebe animiranog serijala te nije imala svoju akcijsku figuricu sve dok "Mattel" nije otkupio pravo na nju.
Ona je Hordakova desna ruka i moćna čarobnica, a iako većinom boravi u Zoni straha, stoluje zapravo u Dvoranama Strave, koje je njeno utočište u mračnim područjima Eterije, gdje izvodi svoje mračne čarolije.

## Povijest lika
Pojavljuje se u brojnim medijima, od animiranih serija do stripova, ali budući da nije bila stvorena kao akcijska figura, nije imala svoj mini strip. Prema jednoj verziji priče, bila je čarobnjački šegrt, zajedno sa svojom suparnicom Castaspellom, u kraljevstvu Mystacor kod moćnog čarobnjaka Norwyna. Njeno originalno ime nije bilo otkriveno, ali u kasnijoj verziji priče zvala se Beatrix. Kada je došao Hordak pokoriti Eteriju, obećao je Shadow Weaver čarobne moći zbog čega je prešla na stranu Zle Horde. Njene moći su povećane uz pomoć Moćnog dijamanta koji joj je zatrovao dušu i preobrazio je u lebdeću utvaru.
Nakon što je Hordak oteo bebu Adoru, Shadow Weaver ju je začarala i odgojila da postane kapetanica Zle Horde. Tek je dolazak He-Mana koji je Adori predao Mač zaštite pomogao Adori da raskine zlu čaroliju i preobrazi se u She-Ra te postane borac za slobodu Eterije i vođa Pobunjenika protiv Zle Horde.

## Televizijska adaptacija lika

### She-Ra: Princeza moći (1985. - 1987.)
U Filmationovoj seriji She-Ra: Princeza moći iz sredine 1980-ih, bila je učenica magije podrijetlom iz Kraljevstva Mystacor. Njeno izvorno ime nije nikada otkriveno. Trenirao ju je moćni eterijski čarobnjak Norwyn, zajedno s njenom kasnijom suparnicom, Castaspellom. Kada je došao Hordak sa svojom Zlom Hordom na Eteriju, Shadow Weaver mu je otkrila skrovište eterijskog Vijeća kraljeva. Nakon toga je dobila Dragulj moći koji joj je dao veliku moć, ali ju je ujedno preobrazio i unakazio, zbog čega nosi kapuljaču i ne otkriva lice, a ruke su joj izobličene. Čarobnjak Norwyn je uništio zli dragulj, ali ne prije nego što je Shadow Weaver apsorbirala trećinu njegove moći. Postala je smrtni neprijatelj Norwyna te se udružila sa Zlom Hordom i postala Hordakova zamjenica.
Sudjelovala je u otmici male princeze Adore, koju je odgojila kao svoju i blokirala joj sjećanje na prošlost te magijom usadila odanost prema Zloj Hordi.

### She-Ra i princeze moći (2018. - 2020.)
U Netflixovoj animiranoj seriji, Shadow Weaver je moćna čarobnica i druga u zapovjednom lancu nakon Hordaka. Odgojila je Adoru i Catru u Zoni straha, a Hordi se pridružila zbog želje za većom moći. Kasnije je radi osvete Hordaku odbjegla od Horde i pridružila se pobunjenicima.

## Sposobnosti, oružje i moći
Lebdi u zraku, posjeduje znatne magijske moći, a glavno oružje joj je njen čarobni štap.

## Vanjske poveznice
- Shadow Weaver – he-man.fandom.com (engl.)
- Shadow Weaver (She-Ra i princeze moi) - he-man.fandom.com (engl.)